# Henny Thijssen
Henny Thijssen (né le 18 avril 1952 à Enschede, Pays-Bas) est un chanteur, auteur des textes et compositeur néerlandais. Il est le frère de Wilma Landkroon, qui a eu environ 1970 des succès internationaux et est connue une des plus populaires jeunes stars de son temps, et de chanteuse Reiny Landkroon. 
1988  Henny Thijssen a gagné avec  Save Our Planet  le Songfestival du Monde à Bratislava. Dix ans après il a édité l'album  Tastbaar, 2008 est apparu un autre album  Levensecht. Singles de Henny Thijssen étaient  Tabbe Tabbe Tab  (2007) et  Die Nacht is mijn Leven  (2008, avec Henri van Velzen). La prochaine Single  Dans nog een keer met mij  (2008) était un succès dans les charts néerlandais. 
Henny Thijssen compose des chansons pour beaucoup d'autres artistes, comme Wilma Landkroon, Sylvia Corpiér, Marianne Weber, Corry Konings, André Hazes, Renée de Haan et Hermien en Gert.